# (38253) 1999 RM9
1999 RM9 (asteroide 38253) é um asteroide da cintura principal. Possui uma excentricidade de 0.05589720 e uma inclinação de 1.53127º.
Este asteroide foi descoberto no dia 4 de setembro de 1999 por Spacewatch em Kitt Peak.